# 巴爾贊號貨櫃船
巴爾贊號（英語：Barzan）
是一艘由現代三湖重工為阿拉伯聯合國家輪船（現為赫伯羅特 ）建造的一艘貨櫃船。
這艘貨櫃船在剛開始交付營運時還是歸阿拉伯聯合國家輪船所有，直到公司於2016年被赫伯羅特收購後，船便開始從原先的舊塗裝更改成全新塗裝，